# Refuge Grand Tournalin
Le refuge Grand Tournalin se trouve à 2 534 mètres d'altitude, dans le haut val d'Ayas, près de l'alpe Tournalin dessus (en patois ayassin, Tournalèn damon), dans le vallon de Nannaz, au pied du mont du même nom.
Ce refuge constitue le point de départ pour l'ascension aux lacs et au mont de la Croix, au lac Vert, au col de Nannaz, au mont Petit Tournalin, au Grand Tournalin, au pic Trécare, au mont Falconettaz et au mont Roésettaz.
Il fait partie du parcours de la Haute Route n°1.